# المهدي الطويل
المهدي الطويل (بالفرنسية: Mehdi Taouil)‏ (من مواليد 20 مايو 1983 في فيلنوف سان جورج، فال دو مارن) هو لاعب كرة قدم مغربي فرنسي-المولد يلعب حاليا كلاعب خط وسط مهاجم في سيفاسبور التركي. شارك مع منتخب بلاده في الألعاب الأولمبية الصيفية 2004.

## روابط خارجية
- المهدي الطويل على موقع اتحاد تركيا (لاعب) (الإنجليزية)
- المهدي الطويل على موقع رابطة كرة القدم الفرنسية للمحترفين (الإنجليزية)
- المهدي الطويل على موقع قاعدة بيانات كرة القدم.إي يو (الإنجليزية)
- المهدي الطويل على موقع بيانات كرة القدم. دي إي (الألمانية)
- المهدي الطويل على موقع ناشيونال فوتبول تيمز (الإنجليزية)
- المهدي الطويل على موقع Soccerbase.com (لاعب) (الإنجليزية)
- المهدي الطويل على موقع Soccerway.com (الإنجليزية)
- المهدي الطويل على موقع عالم كرة القدم.نت (الإنجليزية)
- المهدي الطويل على موقع أوليمبيديا (الإنجليزية)